# Vercetti Regular
Vercetti Regular, також відомий як Vercetti, — це шрифт без зарубок (безплатне програмне забезпечення) з одним накресленням. Він доступний для використання як у комерційних, так і в особистих проєктах. Vercetti був випущений у 2022 році за ліцензією Licence Amicale, яка дозволяє користувачам ділитися файлами шрифтів з друзями та колегами.

## Історія створення
Vercetti Regular натхнений елементами гуманістичного та геометричного дизайну. При створенні Vercetti дизайнери використовували елементи з більш раннього шрифту з відкритим вихідним кодом під назвою MgOpen Moderna.
Шрифт містить 326 гліфів, включаючи цифри, символи, знаки пунктуації та акценти, що робить його придатним для всіх мов Європи, які використовують латинський алфавіт.

## Нагороди
Vercetti Regular отримав нагороду за високу майстерність на 13-му щорічному конкурсі типографії, організованому американським журналом Communication Arts.

Lorem ipsum написаний Vercetti Regular

Він також отримав нагороди на DNA Paris Design Awards 2023 та Graphis Design Awards 2024. Крім того, вебсайт Awwwards включив Vercetti Regular до списку 100 найкращих безкоштовних шрифтів 2022 року.

## Розповсюдження шрифту
Vercetti підходить для графічного дизайну, вебдизайну, додатків та електронних книг. Він доступний для завантаження у наступних форматах файлів: OTF, TTF, WOFF, WOFF2.